# Nina Badrić
Nina Badrić, cunoscută sub numele de scenă Nina, (n. 4 iulie, 1972, Zagreb, Croația) este o cântăreață croată de muzică pop și actriță. Nina este una din cântărețele participante la concursul Eurovision din anul 2012.

## Discografie

### Albume de studio solo
- Godine nestvarne (1995)
- Personality (1997)
- Unique (1999)
- Nina (2000)
- Ljubav (2003)
- 07 (2007)
- NeBo (2011)